# Ask Me How I Am
Ask Me How I Am è un singolo del gruppo musicale scozzese Snow Patrol, pubblicato nel 2000 ed estratto dall'album  When It's All Over We Still Have to Clear Up.

## Tracce
CD 
1. Ask Me How I Am - 2:36
2. In Command of Cars - 4:01
3. Talk to the Trees - 1:57